# Rajon
A rajon a területi közigazgatás járási szintjének elnevezése főleg a valamikori Szovjetunióban, és a legtöbb utódállamban ma is létezik, de más országok is használták (pl. Ausztria, Bulgária, Románia). Nagyobb városok kerületeit is nevezik rajonnak[pontosabban?].

## A szó eredete
A francia rayon szóból ered, amelynek jelentése: sugár, kerület (különösen egy erőd kerülete).

## Története
A rajonokat az 1924-1927 közötti átfogó közigazgatási reform során alakították ki, a cári közigazgatás járásai (ujezd) helyett. Számuk azóta sokszor változott. Számuk a Szovjetunió teljes területén az 1930-as években 3-4 ezer, a 40-es és 50-es években 4000-4400 között mozgott, általában nőtt. A 60-as évek elején a hruscsovi reformok átszervezései kapcsán jelentős változás következett be, alig 1800 rajon maradt az összevonások után. A 60-as évek végén azonban ismét közel 3000 volt a számuk, ami azután 1991-ig 3200 fölé nőtt.
A legtöbb szovjet utódállamban ma is létező közigazgatási szint, Lettországban és Azerbajdzsánban (ahol nem hoztak létre területi – oblaszty – szintű egységeket) a fő szint maradt. A területek közvetlen igazgatása alatt álló városokat járási jogú városoknak nevezzük.
Litvániában, Grúziában és Örményországban a rajonokat a közigazgatási reformok során megszüntették.

## A volt szovjet tagállamokban
Járások és járási jogú városok száma összesen a volt szovjet tagállamokban:
- Azerbajdzsán:       77
- Fehéroroszország:  118
- Kazahsztán:        200
- Kirgizisztán:       54
- Moldova             35
- Lettország          33
- Tádzsikisztán       78
- Türkmenisztán       56
- Ukrajna:           679
- Üzbegisztán:       227